# Slottsparken

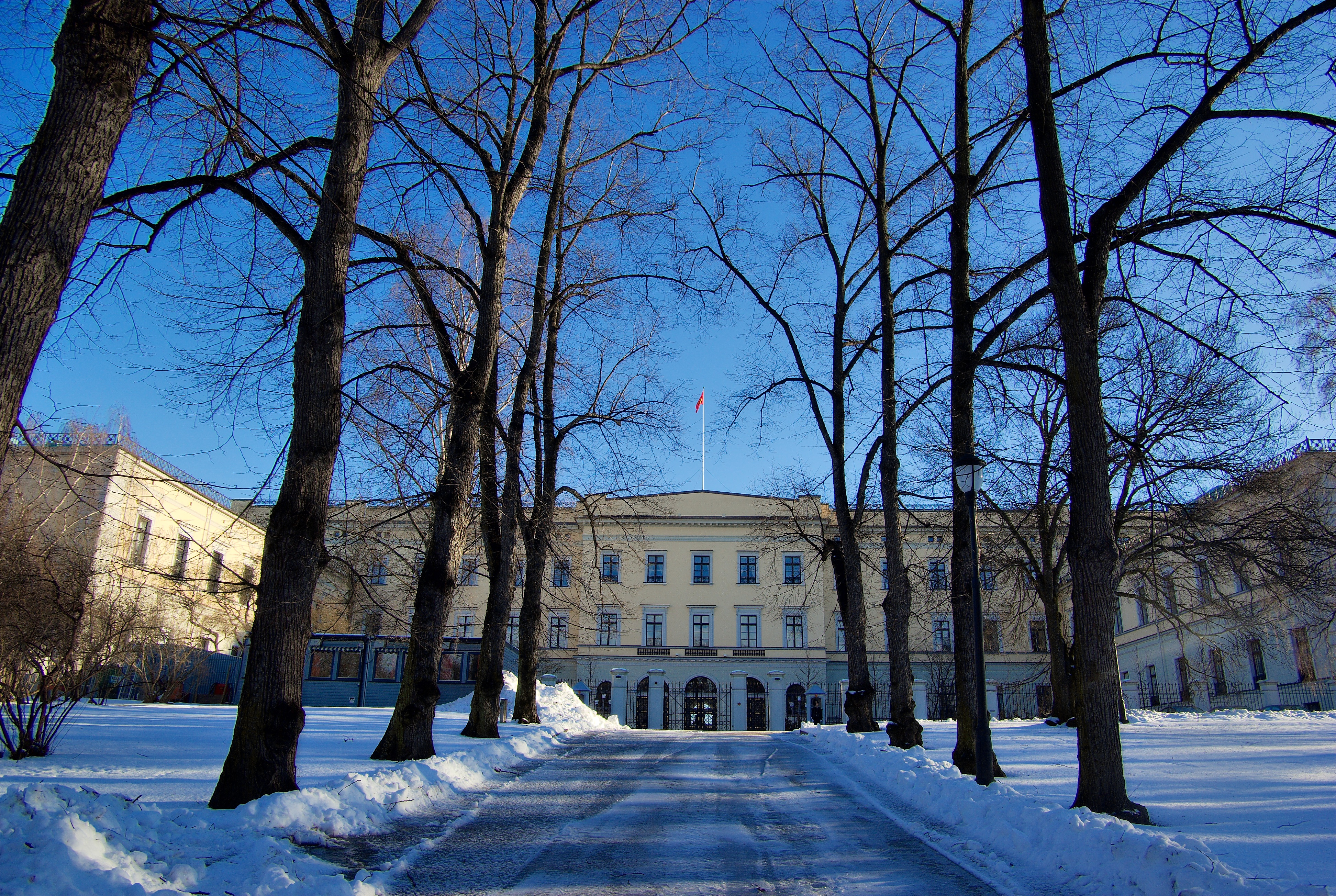
La parte trasera del Palacio Real vista desde el parque.

El Parque del Palacio (en noruego: Slottsparken) es un parque público situado en el centro de Oslo (Noruega) que rodea el Palacio Real. Tiene una superficie de 22 hectáreas.

## Historia
El parque fue construido durante la década de 1840 y fue diseñado por Hans Ditlev Franciscus Linstow, que fue también el arquitecto principal del palacio. En 1848 se plantaron 2000 árboles, pero desde entonces el parque ha sido remodelado varias veces, haciéndose más simple, con menos caminos pero más grandes y menos arroyos.

## Estatuas en el Parque del Palacio
En el parque hay estatuas de:
- Carlos XIV Juan de Suecia, situada en la Slottsplassen, esculpida por Brynjulf Bergslien.
- Maud de Gales, esculpida por Ada Madssen.
- Marta de Suecia, esculpida por Kirsten Kokkin.
- Sonia de Noruega, esculpida por Kirsten Kokkin.
- Camilla Collett, esculpida por Gustav Vigeland.
- Niels Henrik Abel, esculpida por Gustav Vigeland.